# Vikarbyn
Vikarbyn – miejscowość (tätort) w Szwecji, w regionie administracyjnym (län) Dalarna, w gminie Rättvik.
Według danych Szwedzkiego Urzędu Statystycznego liczba ludności wyniosła: 1193 (31 grudnia 2015), 1218 (31 grudnia 2018) i 1201 (31 grudnia 2019).